# بازاریابی تلفنی

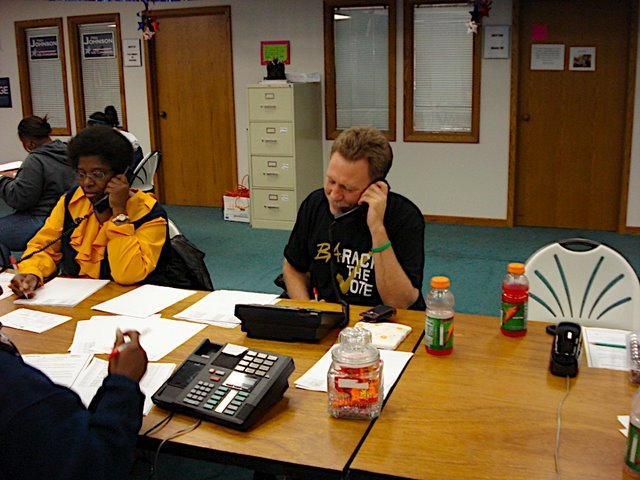
بازاریابی تلفنی در میشیگان

بازاریابی تلفنی، فروش تلفنی، یا دورفروشی نوعی بازاریابی مستقیم است که در آن فروشنده، با ابزاری به نام تلفن، خریدار را برای خرید کالا یا خدمات تشویق می‌کند.
در واقع نوعی از بازاریابی است که در آن فروشنده جهت برقراری ارتباط و ارائه اطلاعات به مخاطب و تبدیل آن به مشتری و نهایتاً فروش محصول از تلفن استفاده می‌کند. البته گرفتن وقت ملاقات نیز یکی از مراحل بازاریابی تلفنی است؛ ولی بستگی به محصول یا خدماتی که ارائه می‌دهید دارد؛ زیرا برخی از محصولات نیاز به ارائه بروشور یا اسناد ویژه محصول دارد و می‌بایست مشتری با ملاحظه بروشورها از محصولات آگاه شود.
بازاریابی تلفنی روشی است که در آن، ارتباط با مشتریان به وسیله تماس تلفنی برقرار می‌شود تا محصولات یا خدمات به آن‌ها معرفی شده و فرصت‌های فروش ایجاد شود. این روش بازاریابی شامل تماس‌های تلفنی از سوی نمایندگان فروش یا تیم‌های بازاریابی به مشتریان می‌شود، که بدین صورت آنان می‌توانند اطلاعات مربوط به محصولات را به مشتریان ارائه دهند، سوالات آن‌ها را پاسخ دهند و به آن‌ها کمک کنند تا تصمیمی دربارهٔ خرید یا همکاری با شرکت بگیرند.
بازاریابی تلفنی یک روش کلاسیک و مؤثر برای برقراری ارتباط با مشتریان است که می‌تواند مزایای زیر را داشته باشد:
1. ارتباط مستقیم: با استفاده از تماس تلفنی، شما می‌توانید به‌طور مستقیم با مشتریان در ارتباط باشید و از این راه فرصتی برای ارائه اطلاعات دقیق دربارهٔ محصولات یا خدمات خود فراهم کنید.
2. ایجاد ارتباط شخصی: با گفت‌وگو و تعامل مستقیم با مشتریان، این روش امکان ایجاد ارتباط شخصی و افزایش اعتماد مشتریان را فراهم می‌کند که می‌تواند به افزایش فروش و بازگشت مشتریان منجر شود.
3. امکان پاسخگویی به سوالات: در طول یک تماس تلفنی، مشتریان می‌توانند سوالات خود را مطرح کنند و شما می‌توانید به آن‌ها پاسخ دهید و ابهاماتشان را برطرف کنید که این امر می‌تواند به افزایش اطمینان و رضایت مشتریان کمک کند.
4. کاهش هزینه‌ها: در مقایسه با روش‌های دیگر بازاریابی مانند تبلیغات تلویزیونی یا رادیویی، بازاریابی تلفنی می‌تواند هزینه‌های کمتری داشته باشد و برای کسب‌وکار مناسب باشد.

با این وجود، نکاتی همچون رعایت حریم خصوصی مشتریان، ارائه اطلاعات دقیق و صادقانه، و ارائه خدمات مشتری محور می‌تواند در موفقیت بازاریابی تلفنی تأثیرگذار باشد.

## تاریخچه
اصطلاح بازاریابی تلفنی برای اولین بار به صورت گسترده در اواخر ۱۹۷۰، برای توصیف ارتباطات سیستم بل، که مربوط به استفاده‌های خروجی WATS و دریافت خدمات رایگان می‌باشد مورد استفاده قرار گرفت.
زمانی که ابزارهای ارتباطی نظیر تلفن به عنوان ابزاری برای ارتباط با مشتریان و فروش محصولات استفاده شدند. در ابتدا، بازاریابی تلفنی به عنوان یک روش سنتی از تبلیغات و فروش وارد صنعت شد. در این روش، افراد متخصص در فروش و بازاریابی از طریق تماس تلفنی با مشتریان ارتباط برقرار می‌کردند تا محصولات و خدمات خود را معرفی و به فروش برسانند.
در سال‌های پیش، بازاریابی تلفنی بیشتر به صورت خودکار و با استفاده از سیستم‌های خودکار و روباتیک انجام می‌شد. اما با پیشرفت فناوری، این روش به شکل‌های مختلفی از جمله تماس‌های تلفنی مبتنی بر اینترنت (VoIP)، ارسال پیام‌های متنی و ایمیل، و استفاده از نرم‌افزارهای مدیریت ارتباط با مشتری (CRM) گسترش یافته است.

### تلفن همراه
افزایش بازاریابی تلفنی مربوط به تلفن‌های همراه قرن نوزدهم یا اپراتورهای توزیع برق منجر شود. استخدام اپراتورهای سوئیچینگ (عمدتاً زنان) در قرن بیستم به‌طور خاص در آمریکای شمالی، به خصوص در سراسر جهان محبوبیت یافت (بخشی به دلیل محبوبیت حاصل از طریق تبلیغات). پس از انتقال از شبکه تلفن عمومی به سیستم سوئیچینگ الکترونیکی مبتنی بر کامپیوتر، کار اپراتورهای سوئیچینگ به تدریج کاهش یافت. با این وجود، با افزایش تبلیغات و با محبوبیت استفاده از تلفن، مشاغل جدیدی همچون شغل‌های بازاریابی تلفنی ایجاد شد.

### نقش زنان
بیشترِ بازاریاب‌های تلفنی زن هستند؛ که دلیل اصلی آن ارزان بودن کارمندان زن است. حقوق یک بازاریابِ تلفنیِ زن یک دوم تا یک چهارمِ حقوق یک بازاریابِ تلفنیِ مرد است. یکی دیگر از دلایلِ زیاد بودنِ تعدادِ بازاریاب‌هایِ زن، مؤدب بودن و خوش‌رفتار بودنِ آن‌ها در مقایسه با بازاریاب‌های تلفنی مرد دانسته شده است.